# Fatal Fury 3: Road to the Final Victory
Fatal Fury 3: Road to the Final Victory (餓狼伝説3 遥かなる闘い, Garou Densetsu 3: Haruka Naru Tatakai au Japon, Legend of the Hungry Wolf 3: The Distant Battle) est un jeu vidéo de combat en 2D développé et édité par SNK sur Neo-Geo MVS, Neo-Geo AES, Neo-Geo CD (NGM / NGH 069) et Sega Saturn en 1995/1996. C'est le quatrième épisode de la série Fatal Fury,,.

## Présentation
Fatal Fury 3: Road to the Final Victory est le quatrième épisode de la série, suite de Fatal Fury Special et annoncée une année après sa sortie. Fatal Fury 3 est présenté pour la première fois lors du salon AOU Show (en) en février 1995, un salon dédié aux jeux d'arcade. Fatal Fury 3 sort tout d'abord sur arcade au Japon le 27 mars 1995 puis sur Neo-Geo et Neo-Geo CD le 21 avril 1995. Le support cartouche pour la version Neo-Geo AES tient sur 266 megas,,. Le jeu est porté ensuite au Japon sur Sega Saturn pour une sortie le 28 juin 1996,,. La version Sega Saturn n'a pas connu de sortie européenne, Sega Europe jugeant que le titre n'était pas assez populaire dans cette région.
Le titre comprend dix personnages jouables dont cinq inédits. Les personnages récurrents de la série reviennent avec la présence des frères Bogard (Terry et Andy), de Joe Higashi, de Mai Shiranui apparue la première fois dans Fatal Fury 2 et de Geese Howard, le principal antagoniste de la série. Les cinq nouveaux personnages possèdent leur propre style de combat, Bob Wilson est un Brésilien pratiquant la capoeira, Franco le kickboxing, Hon-Fu se bat à l'aide d'un nunchaku à travers les arts martiaux chinois, Sokaku Mochizuki les arts martiaux et Blue Mary le sambo,.

## Système de jeu
Fatal Fury 3: Road to the Final Victory poursuit son style de jeu avec des combats qui se déroulent sur plusieurs plans, avec trois plans pour ce volet contre deux par rapport au précédent épisode, Fatal Fury Special. Le plan se situant au centre sert au combat tandis que les deux autres, sont principalement utilisés pour les esquives. Les contrôles se composent de quatre boutons pour les coups offensifs, deux boutons pour les coups de poing (faible et fort) et deux boutons pour les coups de pied (faible et fort). Une note est attribuée au joueur et est affichée en fin de combat. Elle se base sur la rapidité et le score du joueur lors du combat avec une évaluation finale affichant triple « S » pour la meilleure notation, et « D » pour la moins bonne. La moyenne des notes influera vers la fin du jeu, et le joueur affrontera un boss différent selon sa performance et débloquera également une fin différente. 

## Personnages
Fatal Fury 3: Road to the Final Victory totalise treize personnages dont dix jouables. Ryuji Yamazaki est le demi-boss du jeu, Jin Chonshu le boss final et Jin Chonrei apparaît en tant que boss spécial.
| Personnages récurrents | Personnages récurrents | Personnages récurrents |                  | Personnages inédits | Personnages inédits | Personnages inédits |                  | Personnages non-jouables / Boss | Personnages non-jouables / Boss | Personnages non-jouables / Boss |
| Personnage             | Seiyū                  | Réf                    | Personnage       | Seiyū               | Réf                 | Personnage          | Seiyū            | Réf                             |                                 |                                 |
| Terry Bogard           | Satoshi Hashimoto      | [ ° 1 ]                | Blue Mary        | Harumi Ikoma        | [ ° 2 ]             | Ryuji Yamazaki      | Kōji Ishii       | [ ° 3 ]                         |                                 |                                 |
| Andy Bogard            | Keiichi Nanba          | [ ° 4 ]                | Bob Wilson       | Toshiyuki Morikawa  | [ ° 5 ]             | Jin Chonshu         | Kappei Yamaguchi | [ ° 6 ]                         |                                 |                                 |
| Joe Higashi            | Nobuyuki Hiyama        | [ ° 7 ]                | Franco Bash      | B.J. Love           | [ ° 8 ]             | Jin Chonrei         | Kappei Yamaguchi | [ ° 9 ]                         |                                 |                                 |
| Mai Shiranui           | Akoya Sogi             | [ ° 10 ]               | Hon Fu           | Toshiyuki Morikawa  | [ ° 11 ]            |                     |                  |                                 |                                 |                                 |
| Geese Howard           | Kong Kuwata            | [ ° 12 ]               | Sokaku Mochizuki | Kōji Ishii          | [ ° 13 ]            |                     |                  |                                 |                                 |                                 |

## Réédité
- Console virtuelle (Japon, Amérique du Nord, Europe)